# 明珠格格
明珠格格，出身不詳，清朝順治帝之格格級庶妃。

## 生平
目前並不清楚明珠格格是在何時被順治帝收為後宮主位，僅知她的初始位份應即為格格級，因為順治朝的福晉級嬪御多為蒙古王公之女，而小福晉級嬪御多為八旗出身，並且曾經為順治帝生育子女。康熙七年三月初七日，內務府奏稱：「乾清宮之明珠格格薨逝」，後葬於孝東陵。